# Vakoun Issouf Bayo
Vakoun Issouf Bayo (Daloa, 1997. január 10. –) elefántcsontparti válogatott labdarúgó, a Watford játékosa kölcsönben az Udinese csapatától.

## Pályafutása

### Klubcsapatokban
Bayo 2015-ig a Stade d'Abidjan csapatában játszott szülőhazájában, majd a tunéziai Étoile du Sahel csapatához került. 2016. januárjában Ahmed Akaïchi cseréjeként mutatkozott be a csapatban, amely színeiben a 2016-2017-es szezon első felében kilenc bajnokin játszott, de gólt nem szerzett. 2018 márciusában szerződött a szlovák élvonalban szereplő Dunaszerdahely csapatához. A bajnokságban 2018. március 18-án, egy Slovan Bratislava elleni bajnokin mutatkozott be. A 2018-2019-es szezonban 23 tétmérkőzésen 18 gólt szerzett és hét gólpasszt adott. Teljesítményével több európai élklub figyelmét is felkeltette, így érdeklődött iránta a török Galatasaray is.
2019 januárjában a  skót Celtic igazolta le. A skót klub kétmillió eurót fizetett a DAC-nak, Bayo pedig négy évre szóló szerződést írt alá. A Szlovákiában töltött idő alatt 32 tétmérkőzésen 22 alkalommal volt eredményes. 2020. augusztus 12-én kölcsönbe került egy szezonra a francia Toulouse csapatához.

### A válogatottban
Az elefántcsontparti válogatottban 2018 októberében debütált egy a Közép-afrikai Köztársaság elleni mérkőzésen az Afrikai nemzetek kupája selejtezőjében.

### Statisztika
2020. július 21-én frissítve.
| Klub                | Szezon         | Bajnokság      | Bajnokság     | Bajnokság | Országos kupa | Országos kupa | Ligakupa      | Ligakupa | Egyéb         | Egyéb | Összesen      | Összesen |
| Klub                | Szezon         | Bajnokság      | Pályára lépés | Gól       | Pályára lépés | Gól           | Pályára lépés | Gól      | Pályára lépés | Gól   | Pályára lépés | Gól      |
| ------------------- | -------------- | -------------- | ------------- | --------- | ------------- | ------------- | ------------- | -------- | ------------- | ----- | ------------- | -------- |
| Étoile du Sahel     | 2015-16        | CLP-1          | 2             | 0         | 0             | 0             | -             | -        | 4             | 0     | 6             | 0        |
| Étoile du Sahel     | 2016–17        | CLP-1          | 9             | 0         | 0             | 0             | -             | -        | -             | -     | 9             | 0        |
| Étoile du Sahel     | Összesen       | Összesen       | 11            | 0         | 0             | 0             | -             | -        | 4             | 0     | 15            | 0        |
| DAC Dunajská Streda | 2017–18        | Super Liga     | 9             | 4         | 0             | 0             | -             | -        | -             | -     | 9             | 4        |
| DAC Dunajská Streda | 2018–19        | Super Liga     | 16            | 10        | 3             | 5             | -             | -        | 4             | 3     | 23            | 18       |
| DAC Dunajská Streda | Összesen       | Összesen       | 25            | 14        | 3             | 5             | -             | -        | 4             | 3     | 32            | 22       |
| Celtic              | 2018–19        | Premiership    | 1             | 0         | 0             | 0             | 0             | 0        | 0             | 0     | 1             | 0        |
| Celtic              | 2019–20        | Premiership    | 7             | 2         | 2             | 1             | 1             | 1        | 5             | 0     | 15            | 4        |
| Celtic              | Összesen       | Összesen       | 8             | 2         | 2             | 1             | 1             | 1        | 5             | 0     | 16            | 4        |
| Karrier összes      | Karrier összes | Karrier összes | 44            | 16        | 5             | 6             | 1             | 1        | 13            | 3     | 63            | 26       |

## Sikerei, díjai
- Celtic
  - Skót bajnok: 2018–19, 2019–20